# Adil Serraj
Adil Serraj (ur. 26 sierpnia 1979) – marokański piłkarz, grający jako prawy obrońca, a po zakończeniu kariery trener. Od 2020 roku asystent trenera w FAR Rabat.

## Klub

### Początki
Zaczynał karierę w FAR Rabat. Był też wypożyczony do Kawkabu Marrakesz w latach 2009–2010.

### CODM Meknès
1 sierpnia 2011 roku został zawodnikiem CODM Meknès. W tym zespole zadebiutował 17 września 2011 roku w meczu przeciwko Chabab Rif Al Hoceima (porażka 1:0). Zagrał cały mecz. Łącznie zagrał 9 spotkań.

### Renaissance Berkane
1 lipca 2012 roku został zawodnikiem Renaissance Berkane. W tym zespole debiut zaliczył 30 grudnia 2012 roku w meczu przeciwko Raja Casablanca (porażka 3:2). Zagrał całe spotkanie. Łącznie wystąpił w 61 meczach.

### Dalsza kariera
22 stycznia 2016 roku dołączył do AS Salé, po półrocznym okresie bezrobocia. Następnie zakończył karierę.

## Jako trener

### Jako asystent trenera
30 listopada 2017 roku dołączył do sztabu Renaissance Berkane. Asystował przy 79 meczach. 15 listopada 2020 roku został asystentem w FAR Rabat. Do 5 lutego 2023 roku asystował przy 92 meczach.